# Cannonball (Pat Green)
Cannonball è il quarto album in studio del cantautore statunitense Pat Green, pubblicato il 22 agosto 2006.

## Tracce
1. Cannonball – 3:59
2. Way Back Texas – 4:07
3. Love Like That – 3:49
4. Dixie Lullaby – 4:08
5. Feels Just Like It Should – 3:47
6. Missing Me – 3:28
7. Virginia Belle – 3:16
8. Finder's Keepers (feat. Sara Evans) – 4:06
9. Won't Let Love – 3:52
10. Lost Without You – 3:49
11. I'm Trying to Find It – 4:07
12. Love Had Something to Say – 3:46
13. Learn How to Live – 3:26
14. Sleeping with the Lights On – 3:43